# Union marocaine du travail
L'Union marocaine du travail, ou UMT (en arabe الإتحاد المغربي للشغل), est une centrale syndicale indépendante marocaine fondée le 20 mars 1955, juste avant l'indépendance du Maroc. Depuis décembre 2010, le secrétaire général est Miloudi Moukharik, qui a succédé au fondateur historique Mahjoub Ben Seddik, décédé le 17 septembre 2010.

## Histoire
L'Union marocaine du travail est fondée notamment sous l'impulsion d'Abdallah Ibrahim, qui était convaincu que la classe ouvrière devait être l’avant-garde du mouvement.pour l'indépendance.

## Idéologie
L'UMT se veut la base du syndicalisme marocain indépendant ; elle a cependant entretenu à sa création des liens avec la politique notamment par ses liens avec le Parti de l'Istiqlal dans les années 1950 : c'est en effet grâce à ce parti que Mahjoub Ben Seddik est devenu secrétaire général, mais elle s'en est vite affranchie. 
L'UMT s'est constituée sur 3 principes fondateurs, l'union, l'indépendance et la démocratie. 
- Union syndicale : la défense du droit de la classe ouvrière agit pour une union de l'organisation face aux menaces étrangères ayant pour but son affaiblissement et sa déstabilisation.
- Indépendance syndicale : la défense de la classe ouvrière de toute utilisation de la part de l'État, d'un parti politique ou du patronat.
- Démocratie syndicale : la garantie d'une libre participation politique pour tous les membres du syndicat.

## Revendications
Le conseil national de l'UMT présente les revendications suivantes :
- Garantir la libre participation syndicale,
- Augmenter les revenus de l'ordre de 30 %,
- Réviser le montant des allocations,
- Assurer un salaire minimum d'au moins 3 000 dirhams,
- Restructurer le système de retraite et créer un système de protection sociale et sanitaire,
- Annuler l'impôt sur le revenu (IR) pour les salaires inférieurs à 3 000 dirhams,
- Développer l'habitat social,
- Améliorer le droit de travail et les lois sur l'intégration de la fonction publique,
- Affronter les répercussions de la privatisation en ce qui concerne les droits des ouvriers.

## Organisation
L'Union marocaine du travail est organisée comme suit :
- congrès national,
- conseil national,
- commission exécutive,
- bureau de l'UMT,
- commission de contrôle,
- commission des conflits,
- commission administrative.

## Coopération internationale
L'UMT est affiliée à la Confédération syndicale internationale (CSI). Lors de la 33e conférence arabe du travail, qui a eu lieu en février 2006, le Maroc représenté par l'UMT a été dénommé président et porte-parole des syndicalistes arabes. 
Sa responsable des relations internationales Amal El Amri est vice-présidente de la Confédération syndicale internationale (CSI) depuis 2010, réélue en 2014.
L'UMT a des échanges réguliers avec des centrales syndicales étrangères, notamment en France avec la CFDT.

## Scission
- En 1960, une scission au sein de la centrale donne naissance à l'Union générale des travailleurs du Maroc (UGTM).
- En 1978, une autre scission s'opère, débouchant sur la création de la Confédération démocratique du travail (CDT), menée par Noubir Amaoui.